# هیلزبورو (حوزه سرشماری)، نیوهمپشایر
هیلزبورو (به انگلیسی: Hillsborough) یک منطقهٔ مسکونی در ایالات متحده آمریکا است که در نیوهمپشایر واقع شده‌است. هیلزبورو ۴٫۲ کیلومتر مربع مساحت و ۱٬۹۷۶ نفر جمعیت دارد و ۱۹۵٫۰۷ متر بالاتر از سطح دریا واقع شده‌است.